# Antoni Gronowicz
Antoni Gronowicz (ur. 13 czerwca 1913 w Rudni k/Lwowa, zm. 21 października 1985 w Avon, Connecticut, USA) – poeta, powieściopisarz, dramaturg.
Autor wielu skandalizujących biografii (pisanych po angielsku), np. Grety Garbo.
Przed II wojną światową wydał broszurę walczącą z antysemityzmem w Polsce przez co stał się celem wielu ataków, w których twierdzono, że był Żydem. Gronowicz zdecydowanie temu zaprzeczał. W 1938 roku wyjechał na stypendium do USA, gdzie pozostał na stałe. Pisał i wydawał tam wiele książek w języku angielskim.

## Wybrana twórczość
- Manipulanci (ang: The Hookmen)
- Greta Garbo (ang: Garbo)
- Polish Profiles: The land, the people, and their history
- Hitler's Wife (inne wydania: Hitler's Woman)
- Sergei Rachmaninoff
- Paderewski – Pianist and Patriot
- Bolek[6] (wydanie z 1942)
- Four from the old town (wydanie z 1944)
- God's broker: The Life of John Paul II
- Modjeska
- Pattern for Peace: The Story of Poland and Her Relations with Germany
- Prosto w oczy : wiersze wybrane
- Chopin